# Pletl Zoltán
Pletl Zoltán (Szabadka, 1969. március 6. –) magyar színész.

## Pályája
Színésznek készült. Először a szabadkai Népszínház színpadán lépett fel 1984-ben.
1995-ben szerzett diplomát az Újvidéki Művészeti Akadémián mint színművész, Pataki László és Fischer Várady Hajnalka osztályában. Évfolyamtársai voltak: Baranyi Szilvia, Szabó Palócz Attila, Molnár Zoltán, Péter Ferenc.
1992–1994 között a szabadkai Népszínház társulatának tagja. 
1995–től a belgrádi KPGT (Kazalište, Pozorište, Gledališće, Teatar) vendégművésze. 
2001-ben a Museum Ljubljana nevű csoporttal dolgozott.
2003–2007 között a budapesti Örkény István Színház meghívott vendégművésze. 
2010-től 2015-ig a szabadkai Kosztolányi Dezső Színház társulatának színésze és 
jelmeztervezője.

## Főbb szerepei
A Színházi adattárban regisztrált bemutatóinak száma: 9..
- Georg Büchner: Woyzeck, rendező: Urbán András, Szabadkai Népszínház
- Danilo Kiš: Csodatevő Simon, rendező: Haris Pašović, Szabadkai Népszínház
- Danilo Kiš: Utazás Nicaraguába, rendező: Haris Pasović, szerep: Andi, Szabadkai Népszínház
- Danilo Kiš: A-moll mise, rendező: Ljubiša Ristić, szerep: Boris Davidovič Novski, Szabadkai Népszính
- William Shakespeare: Szentivánéji álom, rendező: Ljubiša Ristić, szerep: Lysander, KPGT Belgrád
- Peter Weiss: Marat/Sade, rendező: Péter Ferenc, szerep: De Sade márki, Szabadkai Népszínház
- Anton Pavlovics Csehov: Sirály, rendező: Jug Radivojevć, szerep: Trigorin, KPGT, Belgrád
- William Shakespeare: III.Richard, rendező: Ljubiša Ristić, szerep: Clarence, KPGT, Belgrád
- Miroslav Krleža: A fogolytáborban, rendező: Filip Gajić, szerep: Dr. Agramer, KPGT, Belgrád
- Csáth Géza: 0,1 mg, rendező: Urbán András, szerep:Csáth Géza
- Minja Bogavac: Piros, rendező: Vojkan Arsić, szerep: Dr., BITEF, Belgrád
- Tolnai Ottó: Rózsák, rendező: Urbán András, Kosztolányi Dezső Színház, Szabadka
- Éljen a szerelem, rendező: Tolnai Szabolcs, Kosztolányi Dezső Színház, Szabadka
- Dogs and Drugs, rendező: Urbán András, Kosztolányi Dezső Színház, Szabadka
- Az ember komédiája "Sziveri János megidézése képekben", rendező: Táborosi Margaréta, Kosztolányi Dezső Színház, Szabadka
- Arthur Rimbaud, rendező: Aleksandar Maričić, szerep: Rimbaud, Afrikai művészetek múzeuma, Belgrád
- Szophoklész: Antigoné, rendező: Jelena Bogavac, szerep: Kreon, Kosztolányi Dezső Színház, Szabadka

További szerepei:
- William Shakespeare: Makrancos Kata, rendező: Keszég László, szerep: Biondello, Örkény István Színház, Budapest
- Bertolt Brecht: Koldusopera, rendező: Bagosi Laszló, szerep: Robert, Örkény István Színház, Budapest
- Anton Pavlovics Csehov: Sirály, rendező: Mácsai Pál, szerep: Jakov, Örkény István Színház, Budapest
- Hajnrih fon Klajst: Akhilleusz, rendező: Tausz Péter, szerep: Akhilleusz, MU Színház, Budapest
- Pont Műhely: Család, rendező: Keszég László, szerep: Apa, MU Színház, Budapest
- Übü király, rendező: Haris Pašović, Szabadkai Népszínház
- Kolumbusz Kristóf, rendező: Ljubiša Ristić, Szabadkai Népszínház
- A koszovói csata, rendező: Ljubiša Ristić, Szabadkai Népszínház
- Élet és idő – Sziveri János versei alapján, rendező: Ljubiša Ristić, Szabadkai Népszínház
- Madách-kommentárok, rendező: Ljubiša Ristić, Szabadkai Népszínház
- Heiner Müller: Hamletmachine, rendező: Igor Simonović, szerep:Hamlet, KPGT, Belgrád
- Barackvirágok, rendező: Barbara Novaković, Museum, Ljubljana
- Életre kelt festmények, rendező:Filip Gajić, KPGT, Belgrád
- William Shakespeare: Antonius és Kleopátra, rendező: Filip Gajić, szerep: Erosz, KPGT, Belgrád
- Táp Színház: Nikola Tesla, Trafó, Budapest
- Georges Feydeau: Bolha a fülben, rendező: Ljubiša Ristić, szerep: Rugby, KPGT, Belgrád